# لی سان سان
لی سان سان (انگلیسی: Lee San-san؛ زادهٔ ۹ اکتبر ۱۹۷۷) مدل اهل هنگ کنگ است.